# ديك لوي
ديك لوي (بالإنجليزية: Dick Lowe)‏ هو لاعب كرة قاعدة أمريكي، ولد في 28 يناير 1854 في إيفانسفيل في الولايات المتحدة، وتوفي في 28 يونيو 1922 في جينسفيل في الولايات المتحدة.

## وصلات خارجية
- ديك لوي على موقعبيزبول رفرنس.كوم (الدوري الرئيسي) (الإنجليزية)